# Sinqua Walls
Sinqua Walls, född 6 april 1985 i Baton Rouge, Louisiana, är en amerikansk skådespelare.
Walls har bland annat medverkat i TV-serierna The Breaks från 2017 och American Soul (2019-2020). Han har även medverkat i filmerna The Blackening från 2022 och White Men Can't Jump från 2023.

## Filmografi (i urval)
- 2017: The Breaks
- 2019-2020: American Soul
- 2022: The Blackening
- 2023: White Men Can't Jump
- 2024 – Carry-On